# Rowland Baring, II conte di Cromer
Rowland Thomas Baring, II conte di Cromer (Il Cairo, 29 novembre 1877 – Londra, 13 maggio 1953), è stato un nobile e diplomatico inglese.

## Biografia
Era il figlio di Evelyn Baring, I conte di Cromer, e di sua moglie, Ethel Errington, figlia di Sir Rowland Errington, XI Baronetto. 

## Carriera
Ricoprì la carica di secondo segretario del servizio diplomatico (1902-1906). Fu segretario del sottosegretario agli Affari esteri (1907-1911) e amministratore delegato della Baring Brothers (1913-1914). Guadagnò il grado di 2° tenente al servizio dei Grenadier Guards. Combatté nella prima guerra mondiale. Fu aiutante di campo del viceré dell'India (1915-1916).
Nel 1917 succedette al padre nella contea. È stato Capo di Stato Maggiore del Duca di Connaught (1920-1921) e del principe del Galles in India. Era il direttore del governo britannico della Compagnia del Canale di Suez nel 1926. Fu direttore della compagnia di assicurazioni marittima e del BI Steam Navigation Company. Ha ricoperto la carica di Lord Ciambellano (1922-1938) e Lord-in-Waiting (1938-1953). Fu un membro del Consiglio privato.

## Matrimonio
Sposò, il 4 aprile 1908, Lady Ruby Elliot-Murray-Kynynmound (26 settembre 1886-5 novembre 1961), figlia di Gilbert Elliot-Murray-Kynynmound, IV conte di Minto. Ebbero tre figli:
- Lady Rosemary Ethel Baring (17 dicembre 1908-14 aprile 2004), sposò John Hills, ebbero tre figli;
- Lady Violet Mary Baring (17 dicembre 1911-2 luglio 1978), sposò Mervyn Vernon, ebbero tre figli;
- Rowland Baring, III conte di Cromer (28 luglio 1918-1991).

## Morte
Morì il 13 maggio 1953, all'età di 75 anni.

## Ascendenza
|                                         |                                             |                                              | Genitori                        |  |  | Nonni |  |  | Bisnonni                           |  |  | Trisnonni     |  |
|                                         |                                             |                                              |                                 |  |  |       |  |  | Francis Baring, I baronetto Baring |  |  | Johann Baring |  |
|                                         |                                             |                                              |                                 |  |  |       |  |  | Francis Baring, I baronetto Baring |  |  | Johann Baring |  |
|                                         |                                             | Elizabeth Vowler                             |                                 |  |  |       |  |  | Francis Baring, I baronetto Baring |  |  |               |  |
| Henry Baring                            |                                             |                                              |                                 |  |  |       |  |  | Francis Baring, I baronetto Baring |  |  |               |  |
|                                         |                                             | Harriet Herring                              | William Herring                 |  |  |       |  |  |                                    |  |  |               |  |
|                                         |                                             | Harriet Herring                              | William Herring                 |  |  |       |  |  |                                    |  |  |               |  |
|                                         |                                             | Harriet Herring                              | Montague Dorothy Dawson         |  |  |       |  |  |                                    |  |  |               |  |
| Evelyn Baring, I conte di Cromer        |                                             | Harriet Herring                              |                                 |  |  |       |  |  |                                    |  |  |               |  |
|                                         |                                             | William Lukin                                | George Lukin                    |  |  |       |  |  |                                    |  |  |               |  |
|                                         |                                             | William Lukin                                | George Lukin                    |  |  |       |  |  |                                    |  |  |               |  |
|                                         |                                             | William Lukin                                | Susan Katherine Doughty         |  |  |       |  |  |                                    |  |  |               |  |
| Cecilia Anne Lukin                      |                                             | William Lukin                                |                                 |  |  |       |  |  |                                    |  |  |               |  |
|                                         |                                             | Anne Thellusson                              | Peter Thellusson                |  |  |       |  |  |                                    |  |  |               |  |
|                                         |                                             | Anne Thellusson                              | Peter Thellusson                |  |  |       |  |  |                                    |  |  |               |  |
|                                         |                                             | Anne Thellusson                              | Anne Woodford                   |  |  |       |  |  |                                    |  |  |               |  |
| Rowland Baring, II conte di Cromer      |                                             | Anne Thellusson                              |                                 |  |  |       |  |  |                                    |  |  |               |  |
|                                         | Thomas Stanley-Massey-Stanley, IX baronetto | Thomas Stanley-Massey-Stanley, VII baronetto |                                 |  |  |       |  |  |                                    |  |  |               |  |
|                                         | Thomas Stanley-Massey-Stanley, IX baronetto | Thomas Stanley-Massey-Stanley, VII baronetto |                                 |  |  |       |  |  |                                    |  |  |               |  |
|                                         | Thomas Stanley-Massey-Stanley, IX baronetto | Catherine Salvin                             |                                 |  |  |       |  |  |                                    |  |  |               |  |
| Rowland Stanley Errington, XI baronetto | Thomas Stanley-Massey-Stanley, IX baronetto |                                              |                                 |  |  |       |  |  |                                    |  |  |               |  |
|                                         |                                             | Mary Haggerston                              | Carnaby Haggerston, V baronetto |  |  |       |  |  |                                    |  |  |               |  |
|                                         |                                             | Mary Haggerston                              | Carnaby Haggerston, V baronetto |  |  |       |  |  |                                    |  |  |               |  |
|                                         |                                             | Mary Haggerston                              | Frances Smythe                  |  |  |       |  |  |                                    |  |  |               |  |
| Ethel Errington                         |                                             | Mary Haggerston                              |                                 |  |  |       |  |  |                                    |  |  |               |  |
|                                         |                                             | John Macdonald                               | Norman Macdonald                |  |  |       |  |  |                                    |  |  |               |  |
|                                         |                                             | John Macdonald                               | Norman Macdonald                |  |  |       |  |  |                                    |  |  |               |  |
|                                         |                                             | John Macdonald                               | …                               |  |  |       |  |  |                                    |  |  |               |  |
| Julia Macdonald                         |                                             | John Macdonald                               |                                 |  |  |       |  |  |                                    |  |  |               |  |
|                                         |                                             | N. Graham                                    | Charles Graham                  |  |  |       |  |  |                                    |  |  |               |  |
|                                         |                                             | N. Graham                                    | Charles Graham                  |  |  |       |  |  |                                    |  |  |               |  |
|                                         |                                             | N. Graham                                    | …                               |  |  |       |  |  |                                    |  |  |               |  |
|                                         |                                             | N. Graham                                    |                                 |  |  |       |  |  |                                    |  |  |               |  |